# Yhdystie 3495
La route 3495   (finnois : Yhdystie 3495) est une route reliant les quartiers Lakalaiva et Tammela à Tampere en Finlande. 

## Présentation
La route est la voie de transport la plus importante du sud au centre de Tampere. La route faisait autrefois partie de la route nationale 3, et au milieu des années 1990, elle était le périphérique ouest de Tampere.